# 金子起也
金子 起也（かねこ たつや、1986年2月6日 - ）は、日本の俳優、スタントマン。新潟県出身。元レッド・エンタテインメント・デリヴァー所属。身長173cm。血液型はB型。

## 人物・来歴
趣味は運動、食事、睡眠。
『仮面ライダー響鬼』で仮面ライダー響鬼のスーツアクターを務めた伊藤慎の演技に憧れてアクションマンの道を志す。
仮面ライダーシリーズやスーパー戦隊シリーズで怪人役のスーツアクターを務めた後、『仮面ライダー鎧武/ガイム』の仮面ライダーシグルド役でレギュラーを初担当した。

## 出演

### テレビドラマ
- ROOKIES（2008年、TBS）
- 勉強美少女グラビアティーチャー（2008年）
- 松本清張ドラマスペシャル『顔』（2009年、NHK）
- 金田一耕助VS明智小五郎ふたたび（2014年、フジテレビ）

### 特撮テレビドラマ
- スーパー戦隊シリーズ（テレビ朝日）
  - 獣拳戦隊ゲキレンジャー（2007年 - 2008年）
  - 炎神戦隊ゴーオンジャー（2008年 - 2009年）
  - 侍戦隊シンケンジャー（2009年 - 2010年）
  - 天装戦隊ゴセイジャー（2010年 - 2011年）
  - 海賊戦隊ゴーカイジャー（2011年 - 2012年）
  - 特命戦隊ゴーバスターズ（2012年 - 2013年）
  - 獣電戦隊キョウリュウジャー（2013年 - 2014年）
  - 烈車戦隊トッキュウジャー（2014年 - 2015年）
- 仮面ライダーシリーズ（テレビ朝日）
  - 仮面ライダーディケイド（2009年）
  - 仮面ライダーオーズ/OOO（2010年 - 2011年）
  - 仮面ライダーフォーゼ（2011年 - 2012年） - タウラス・ゾディアーツ[3]
  - 仮面ライダーウィザード（2012年 - 2013年） - 響鬼紅[3]
  - 仮面ライダー鎧武/ガイム（2013年 - 2014年） - 仮面ライダーシグルド[3]
  - 仮面ライダードライブ（2014年 - 2015年）
- 環境超人エコガインダー（キッズステーション）
  - 環境超人エコガインダーII（2010年） - エコガインダー
  - 環境超人エコガインダー0X（2012年） - エコガインダー0X
- ウルトラファイトビクトリー（2015年、テレビ東京）

#### テレビスペシャル
- 烈車戦隊トッキュウジャーVS仮面ライダー鎧武 春休み合体スペシャル（2014年、テレビ朝日）

### 映画
- 少年メリケンサック（2009年、東映）
- BALLAD 名もなき恋のうた（2009年、東宝）
- リアル鬼ごっこ2（2010年、ファントム・フィルム）- 鬼（メイン）
- 十三人の刺客（2010年、東宝）
- 海賊戦隊ゴーカイジャーVS宇宙刑事ギャバン THE MOVIE（2012年、東映）
- 宇宙刑事ギャバン THE MOVIE（2012年、東映）
- イン・ザ・ヒーロー（2014年、東映）
- 仮面ライダーシリーズ（東映）
  - 劇場版　仮面ライダーキバ 魔界城の王（2008年）
  - 劇場版 さらば仮面ライダー電王 ファイナル・カウントダウン（2008年）
  - 劇場版 超・仮面ライダー電王&ディケイド NEOジェネレーションズ 鬼ヶ島の戦艦（2009年）
  - 劇場版 仮面ライダーディケイド オールライダー対大ショッカー（2009年）
  - 仮面ライダー×仮面ライダー W&ディケイド MOVIE大戦2010（2009年）
  - 仮面ライダー×仮面ライダー×仮面ライダー THE MOVIE 超・電王トリロジー EPISODE RED ゼロのスタートウィンクル（2010年）
  - 仮面ライダーW FOREVER AtoZ/運命のガイアメモリ（2010年）
  - 仮面ライダー×仮面ライダー オーズ&ダブル feat.スカル MOVIE大戦CORE（2010年）
  - オーズ・電王・オールライダー レッツゴー仮面ライダー（2011年）
  - 劇場版 仮面ライダーオーズ WONDERFUL 将軍と21のコアメダル（2011年）
  - 仮面ライダー×仮面ライダー フォーゼ&オーズ MOVIE大戦MEGA MAX（2011年）
  - 仮面ライダーフォーゼ THE MOVIE みんなで宇宙キターッ!（2012年）
  - 仮面ライダー×仮面ライダー ウィザード&フォーゼ MOVIE大戦アルティメイタム（2012年）
  - 劇場版 仮面ライダーウィザード in Magic Land（2013年）
  - 仮面ライダー×仮面ライダー 鎧武&ウィザード 天下分け目の戦国MOVIE大合戦（2013年）- ウツボカズラ怪人
  - 劇場版 仮面ライダー鎧武 サッカー大決戦!黄金の果実争奪杯!（2014年） - 仮面ライダーシグルド[3]、仮面ライダーナックル[3]
  - 仮面ライダー×仮面ライダー ドライブ&鎧武 MOVIE大戦フルスロットル（2014年）
- スーパー戦隊シリーズ（東映）
  - 炎神戦隊ゴーオンジャー BUNBUN!BANBAN!劇場BANG!!（2008年）
  - 天装戦隊ゴセイジャーVSシンケンジャー エピックon銀幕（2011年）
  - ゴーカイジャー ゴセイジャー スーパー戦隊199ヒーロー大決戦（2011年）
  - 特命戦隊ゴーバスターズ THE MOVIE 東京エネタワーを守れ!（2012年）
  - 特命戦隊ゴーバスターズVS海賊戦隊ゴーカイジャー THE MOVIE（2013年）
  - 劇場版 獣電戦隊キョウリュウジャー ガブリンチョ・オブ・ミュージック（2013年）
  - 獣電戦隊キョウリュウジャーVSゴーバスターズ 恐竜大決戦! さらば永遠の友よ（2014年）
- スーパー戦隊シリーズ（東映）
  - 仮面ライダー×スーパー戦隊 スーパーヒーロー大戦（2012年）
  - 仮面ライダー×スーパー戦隊×宇宙刑事 スーパーヒーロー大戦Z（2013年） - スペースレイダー[3]、スペースイカデビル[3]
  - 平成ライダー対昭和ライダー 仮面ライダー大戦 feat.スーパー戦隊（2014年）

### ヒーローショー
- 東京ドームシティスカイシアター「炎神戦隊ゴーオンジャーショー」（2008年）
- ウルトラマンメビウス パワフルステージ〜春休み2009〜（2009年）
- ウルトラマンフェスティバル2010（2010年）
- お正月だよ!ウルトラマン全員集合!!（2010年）

### 舞台
- RED塾旗揚げ公演「REAL BREAK　〜最後の一撃〜」（2010年）

### Vシネマ
- スーパー戦隊シリーズ（東映）
  - 海賊戦隊ゴーカイジャー キンキンに!ド派手に行くぜ!36段ゴーカイチェンジ!!（2011年）
  - 帰ってきた特命戦隊ゴーバスターズVS動物戦隊ゴーバスターズ（2013年）
  - 忍風戦隊ハリケンジャー 10 YEARS AFTER（2013年）
- 仮面ライダーシリーズ（東映）
  - 仮面ライダーウィザード 超バトルDVD ダンスリングでショータイム!! （2013年）
  - 仮面ライダードライブ シークレット・ミッション type ZERO 第0話 カウントダウン to グローバルフリーズ（2014年）

### ネットムービー
- ネット版 仮面ライダーオーズ ALLSTARS 21の主役とコアメダル（2011年）
- ネット版 仮面ライダーフォーゼ みんなで授業キターッ!（2012年）
- ネット版 仮面ライダー×スーパー戦隊×宇宙刑事 スーパーヒーロー大戦乙!〜Heroo!知恵袋〜あなたのお悩み解決します!（2013年）
- ネット版 仮面ライダーウィザード イン マジか!?ランド（2013年）

## スタッフ

### テレビドラマ
- 『GARO -VERSUS ROAD-』（2020年） - アクション監督補佐